# Josef Hüttel
Josef Hüttel (18. července 1893 Mělník – 6. července 1951 Plzeň) byl český dirigent a hudební skladatel.

## Život
Na Pražské konzervatoři vystudoval hru na housle u Štěpána Suchého, klavír u Rudolfa Černého a skladbu u Vítězslava Nováka. Po studiích v Praze odešel do Moskvy, kde pokračoval ve studiu skladby a kontrapunktu na moskevské konzervatoři u skladatele Sergeje Ivanoviče Tanějeva. V této době jeho tvorbu silně ovlivnilo přátelství s Alexandrem Nikolajevičem Skrjabinem.
V Moskvě zůstal a stal se korepetitorem carské baletní školy. Po bolševické revoluci odešel do Voroněže, kde působil jako dirigent státní opery, baletu a městského symfonického orchestru. Zde také uváděl své vlastní skladby.
V roce 1920 onemocněl a vrátil se do vlasti. Jelikož nemohl najít odpovídající angažmá odešel do Egypta, kde v Alexandrii působil jako klavírista a učitel hudby. V letech 1924–1926 se živil jako klavírista lázeňského orchestru v italském Meranu.
V roce 1926 se vrátil do Egypta. V roce 1929 zvítězil ve Washingtonu skladbou Divertissement grotesque pro dechový kvintet a klavír v soutěži o cenu E.S. Coolidgeové za nejlepší komorní dílo. Na základě tohoto úspěchu byl jmenován hlavním dirigentem alexandrijského filharmonického orchestru. S tímto tělesem absolvoval na 200 koncertů, na kterých uváděl často díla českých a ruských klasiků. Současně byl profesorem sborového zpěvu na francouzském lyceu v Alexandrii, členem Ústavu pro orientální hudbu v Káhiře a stálé komise pro studium arabské hudby při Ministerstvu osvěty.
V roce 1934 se stal dirigentem rozhlasového orchestru v Káhiře a ředitelem oddělení evropské hudby egyptského státního rozhlasu. Založil první egyptské smyčcové kvarteto, ve kterém ovšem hráli tři Češi a jeden Ital.
Po 2. světové válce se vzdal všech funkcí v Egyptě a vrátil se do Československa. Působil jako redaktor a archivář Československého rozhlasu v Plzni.

## Dílo

### Orchestrální skladby
- Cagliostro (symfonická báseň, 1910)
- Sifonietta (1923)
- Images égyptienes (Obrazy z Kahýry, symfonická báseň, 1928)
- Arlequinade (1930)
- Amon Raa (symfonická báseň, 1931)
- Symfonie g-mol (1935, získala cenu Smetanovy jubilejní nadace)
- Egyptská rapsodie (symfonická báseň, 1937)
- Berceuse Royale (symfonická báseň, 1939)
- Malá suita pro komorní orchestr (1940)
- Divertimento (1943, cena Palestinského symfonického orchestru)

### Scénická hudba
- Orlík (Edmond Rostand: L’Aiglon, 1915)
- Salome (Oscar Wilde, 1915)
- Azaidé (balet, 1916)

### Komorní skladby
- Smyčcový kvartet (1927)
- Danse lente pro klavír (1929)
- Chant nostalgique pro violoncello a klavír (přepracováno i pro violoncello s orchestrem, 1929)
- Divertissement grotesque pro dechový kvintet a klavír (1929, cena za nejlepší komorní dílo ve Washingtonu)
- Klavírní fantasie pro levou ruku (1948, poslední autorova skladba)